# Max Dora
Max Dora (* 25. März 1921 in Basel; † 5. Februar 1995 in Aubonne) war ein Schweizer Filmfirmenmanager, Filmproduzent und -produktionsleiter.

## Leben
Dora war nach seiner Ausübung des Wehrdienstes 1944 zu der Peka-Film/Turicop AG Zürich gestossen, wo er als Buchhalter in deren Labors die Branche von der Pike auf kennenlernte. 1945 übergab man ihm das Management der Bellerive-Ateliers und der Peka-Film-Tonstudios. 1947 wechselte Max Dora zur Schweizer Verleihfirma Gloriafilm AG, deren Geschicke er als Manager bzw. Verwalter fortan massgeblich bestimmen sollte. Von 1959 bis 1964 gehörte Dora dem Direktorium der Praesens-Gloria an, von 1965 bis 1972 wirkte er als Produktionsleiter der Standard Film AG und der CEFI-Film AG. 
Anschliessend, ab 1975, zeichnete der Basler für die Schweizer Filmwochenschau verantwortlich. Es folgten Verpflichtungen bei der Elite-Film, dem schweizerischen Armeefilmdienst und bei der Condor-Film AG. Dora hat auch für das Schweizer Fernsehen produziert und war überdies von 1963 bis 1972 Mitglied der Eidgenössischen Filmkommission und des Verwaltungsrates der Cinémathèque Suisse. In seiner Zeit als aktiver Filmproduzent bzw. -produktionsleiter arbeitete Max Dora mehrfach mit den Kollegen Oscar Düby und Lazar Wechsler zusammen; in den 1970er Jahren kehrte er an der Seite von Erwin C. Dietrich vorübergehend zur aktiven Filmerstellung zurück.

## Kinofilme (komplett)
als Filmproduzent oder Produktionsleiter
- 1949: Mittenand gaht besser
- 1952: Palast Hotel (Palace Hotel)
- 1953: Zwiespalt des Herzens (Die Venus vom Tivoli)
- 1954: Uli der Knecht
- 1954: Heidi und Peter
- 1955: Polizischt Wäckerli
- 1956: In allen Gassen wohnt das Glück (Oberstadtgass)
- 1957: Spalebärg 77 A
- 1957: Konditorei Zürrer (Bäckerei Zürrer)
- 1958: Es geschah am hellichten Tag
- 1958: Eine Freundin in der grossen Welt
- 1958: Ein wunderbarer Sommer (Kinder der Berge)
- 1959: Café Odeon
- 1959: Hinter den sieben Gleisen
- 1960: Der Teufel hat gut lachen
- 1961: Die Ehe des Herrn Mississippi
- 1961: Die Schatten werden länger
- 1962: Es Dach überem Chopf
- 1962: Schneewittchen und die sieben Gaukler
- 1962: Der 42. Himmel
- 1962: Der Sittlichkeitsverbrecher
- 1963: Im Parterre links
- 1976: Jack the Ripper – Der Dirnenmörder von London
- 1976: Liebesbriefe einer portugiesischen Nonne
- 1977: Violanta